# Peter Grottian
Peter Grottian (* 27. Mai 1942 in Wuppertal; † 29. Oktober 2020 in Bregenz) war ein deutscher Sozialwissenschaftler und politischer Aktivist des linken Spektrums.

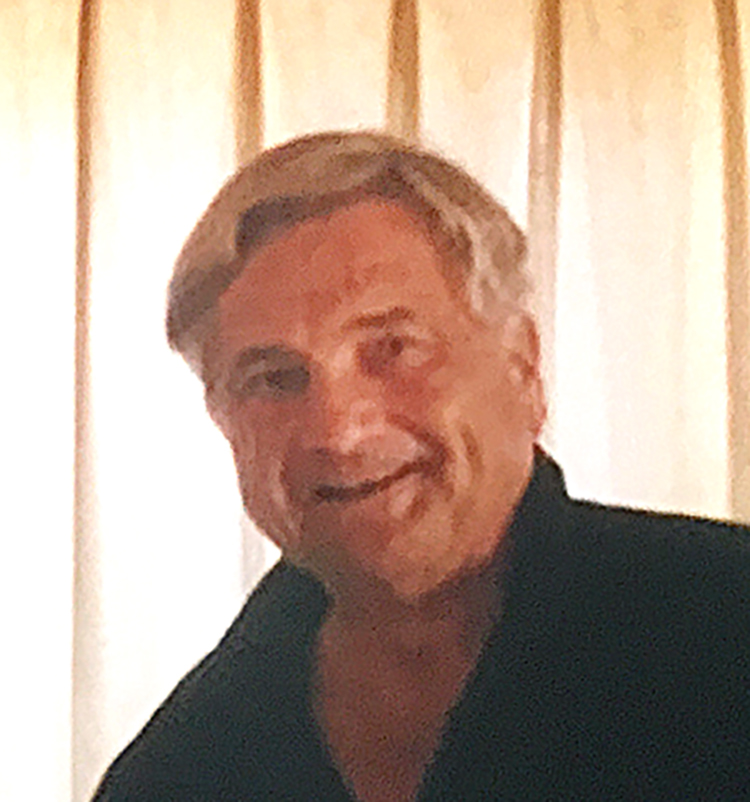
Peter Grottian, 2009 in Gearhart, Oregon

## Leben
Grottian studierte Sozialwissenschaften in Berlin und Freiburg. 1973 wurde er im Fach Politikwissenschaft an der Universität Bielefeld promoviert. Er war von 1979 bis 2007 Professor für Politikwissenschaft am Zentralinstitut für Sozialwissenschaftliche Forschung bzw. Otto-Suhr-Institut (OSI) der Freien Universität Berlin. Die von ihm geleiteten Seminare befassten sich unter anderem mit politischer Partizipation, lokalen Entscheidungsprozessen sowie machtvollen Akteuren. Häufig stellte er die Ergebnisse seiner wissenschaftlichen Reflexion auch in breitenwirksamen Medien dar. Gemeinsam mit dem am selben Institut lehrenden Wolf-Dieter Narr verzichtete er auf je ein Drittel der eigenen Stelle, um eine Gender-Professur am Institut zu finanzieren.
Seine Arbeitsgebiete als Professor waren Staatliche Planung, die Ministerialbürokratie, Finanz-, Haushalts- und Steuerpolitik, die Arbeitsmarktpolitik öffentlicher und halböffentlicher Dienste, der Selbsthilfe- und Alternativsektor un dessen Entwicklung des Selbsthilfe- und Alternativsektors sowie die neuere Entwicklung des Sozialstaats. Neben seiner Tätigkeit als Hochschullehrer, der er seit 1985 aus politischer Überzeugung in Teilzeit nachging, engagierte sich Grottian ehrenamtlich in diversen politischen Initiativen. Dazu zählten das Komitee für Grundrechte und Demokratie und die von ihm mitbegründete Initiative Berliner Bankenskandal. Zudem war er offizieller Unterstützer der überwachungskritischen Datenschutzdemonstration Freiheit statt Angst. Des Weiteren war er Mitglied im wissenschaftlichen Beirat von Attac.
Insbesondere Grottians Engagement gegen die Preiserhöhungen und die Abschaffung des Sozialtickets bei den Berliner Verkehrsbetrieben, auf die er und andere mehrmals mit spektakulären Schwarzfahraktionen aufmerksam machten, sorgte für Schlagzeilen.
Die Berliner Justiz ermittelte mehrfach gegen ihn, und konservative Lokalpolitiker forderten immer wieder seine Entlassung aus dem Staatsdienst. Dies alles hatte für Grottian aber weder disziplinarrechtliche noch strafrechtliche Folgen. Nach Berichten des Nachrichtenmagazins Der Spiegel vom Juni 2006 wurde Grottian ab 2003 unter anderem durch V-Personen vom Verfassungsschutz des Landes beobachtet, angeblich existierte aber keine Akte über ihn. Der Vorgang wurde auch im Verfassungsschutz-Ausschuss des Abgeordnetenhauses von Berlin thematisiert.
Zum Ende des Sommersemesters 2007 wurde Peter Grottian emeritiert. Er blieb gleichwohl als Aktivist und Kommentator, etwa zu sozialpolitischen Themen oder Stuttgart 21, aktiv. Im Juni 2018 rief Grottian zu Feldbesetzungen gegen das Pestizid Glyphosat auf. Ende 2019 kritisierte er die Protestaktionen von Klimaaktivisten wie Luisa Neubauer und Extinction Rebellion, die ihre Platzbesetzungen mit der Polizei abgesprochen hatten. Es gehe ihnen eher darum, in die Tagesschau zu kommen, als zivilen Ungehorsam zu leisten.
Grottian starb nach Angaben aus seinem Umfeld am 29. Oktober 2020 in einem Krankenhaus in Bregenz.

## Veröffentlichungen (Auswahl)
- Strukturprobleme staatlicher Planung. Eine empirische Studie zum Planungsbewusstsein der Bonner Ministerialbürokratie und zur staatlichen Planung der Unternehmenskonzentration und des Wettbewerbs. Hoffmann und Campe, Hamburg 1974, ISBN 3-455-09109-1.
- als Hrsg. mit Axel Murswiek: Handlungsspielräume der Staatsadministration. Beiträge zur politologisch-soziologischen Verwaltungsforschung. Hoffmann und Campe, Hamburg 1974.
- als Hrsg.: Folgen reduzierten Wachstums für Politikfelder (= Politische Vierteljahresschrift. Sonderheft 11). Westdeutscher Verlag, 1980.
- als Hrsg. mit Wilfried Nelles: Großstadt und neue soziale Bewegungen. Birkhauser Verlag, Basel/Boston/Stuttgart 1983.
- als Hrsg. mit Michael Bolle: Arbeit schaffen – jetzt! Konzepte gegen Arbeitslosigkeit. Texte für Arbeitnehmer. Rowohlt, Reinbek 1983.